# Medicinska sestra
Medicinska sestra je poklic s področja zdravstvene nege, za katerega je potrebna visoka izobrazba (minimalno 1. bolonjska stopnja izobrazbe). V skladu s stopnjo izobraževanja se naziv ustrezno  dopolni (diplomirana medicinska sestra, magister zdravstvene nege ali doktor znanosti za področje zdravstvene nege).

## Izobraževanje

### Srednja šola
Pred letom 1990 je bilo ime poklica medicinska sestra (V. stopnja izobrazbe). V šolskem letu 1991/92 se je naziv spremenil v zdravstveni tehnik, od šolskega leta 2001/02 tehnik zdravstvene nege, od šolskega leta 2007/08 pa srednja medicinska sestra ali srednji zdravstvenik (za moške).

### Višje, visoke šole in fakultete
Odvisno od stopnje izobrazbe (dolžine šolanja) se uporabljajo nazivi višja medicinska sestra (v preteklosti) ter diplomirana medicinska sestra ali diplomirani zdravstvenik (1. bolonjska stopnja izobrazbe). V Sloveniji pa obstajajo tudi specialistični, podiplomski magistrski programi s področja zdravstvene nege (2. bolonjska stopnja izobrazbe) in s študijskim letom 2016/2017 tudi doktorski študijski program s področja zdravstvene nege (3. bolonjska stopnja izobrazbe) na Univerzi v Mariboru, Fakulteti za zdravstvene vede.